# Claus Schiprowski
Claus Schiprowski (ur. 27 grudnia 1942 w Gelsenkirchen) – niemiecki lekkoatleta specjalizujący się w skoku o tyczce, uczestnik letnich igrzysk olimpijskich w Meksyku (1968), srebrny medalista olimpijski w skoku o tyczce. W czasie swojej kariery reprezentował Republikę Federalną Niemiec.

## Sukcesy sportowe
- czterokrotny medalista mistrzostw Niemiec w skoku o tyczce – dwukrotnie srebrny (1966, 1969) oraz dwukrotnie brązowy (1964, 1968)[1]
- trzykrotny medalista halowych mistrzostw Niemiec w skoku o tyczce – dwukrotnie srebrny (1966, 1969) oraz brązowy (1968)[2]

| Rok  | Miasto    | Zawody                      | Konkurencja   | Wynik         |
| ---- | --------- | --------------------------- | ------------- | ------------- |
| 1966 | Dortmund  | Europejskie igrzyska halowe | skok o tyczce | 6. miejsce    |
| 1966 | Budapeszt | Mistrzostwa Europy          | skok o tyczce | 8. miejsce    |
| 1968 | Meksyk    | Igrzyska olimpijskie        | skok o tyczce | srebrny medal |

## Rekordy życiowe
- skok o tyczce – 5,40 – Meksyk 16/10/1968
- skok o tyczce (hala) – 4,40 – Dortmund 27/03/1966